# 5 Para A Meia noite
5 Para A Meia-Noite est une émission de télévision portugaise diffusée en semaine sur RTP 1. Inspirée de talk-shows américains tels que The Tonight Show ou le Saturday Night Live, elle se distingue par la présence de cinq présentateurs (un par jour de la semaine, d'où son nom) et par sa liberté de ton. Les cinq « piliers » de l’émission sont, depuis la huitième saison, Luís Filipe Borges, José Pedro Vasconcelos, Nuno Markl, Pedro Fernandes et Nilton.
Son concept mêle interviews d’invités issus du monde politique, artistique ou intellectuel, commentaires de l’actualité nationale et internationale de la semaine sur un mode humoristique, variétés et rubriques thématiques, le tout durant une heure, en fin de soirée. L’émission est également une pionnière en matière d’interactivité avec les téléspectateurs, et promeut dès ses débuts l’utilisation des réseaux sociaux tels que Facebook et Twitter.
Diffusée initialement sur RTP 2, la chaîne à dominante culturelle du groupe audiovisuel public portugais, à partir du 22 juin 2009, elle doit à ses fortes audiences de passer sur la première chaîne à partir du 9 avril 2012, ainsi que d'être également reprise par RTP Internacional, chaîne satellitaire émettant à destination des communautés lusophones à travers le monde. En 2013, son audience ne faiblit pas et atteint 9,6 % de parts de marché, soit plus de 315 000 téléspectateurs quotidiens.
L’émission a reçu le Prix du meilleur talk-show de l’année 2010 lors du gala des trophées TV7 Dias de Televisão, suivi en 2012 du Prix national multimédia dans la catégorie « divertissement » de l’association pour la promotion du multimédia et de la société digitale (APMP).
Le succès de 5 Para A Meia-Noite lui a valu d'être déclinée en plusieurs spin-off à la radio nationale, sur Antena 3 (radio publique centrée sur la jeunesse) : 5 Para a Uma, 5 Para o Meio-Dia puis Fora do 5.

## Présentation
5 Para A Meia-Noite est un talk-show diffusé du lundi au vendredi en fin de soirée sur RTP 1.